# Popovići Žumberački
Popovići Žumberački su naselje u Republici Hrvatskoj, u sastavu Grada Ozlja, Karlovačka županija. 

## Stanovništvo
Prema popisu stanovništva iz 2001. godine, naselje nije imalo stanovnika niti obiteljskih kućanstava.
| broj stanovnika | 48    | 62    | 65    | 81    | 75    | 81    | 65    | 74    | 66    | 49    | 29    |       |       |       |       |       |       |
|                 | 1857. | 1869. | 1880. | 1890. | 1900. | 1910. | 1921. | 1931. | 1948. | 1953. | 1961. | 1971. | 1981. | 1991. | 2001. | 2011. | 2021. |

## Poznate osobe
- Izaija Popović
- Milko Popović